# スカウト/涙の81球
スカウト（英：The Scout）は、1994年のアメリカ合衆国の映画作品である。アメリカでは20世紀フォックス配給のもと、1994年9月30日に公開された。日本では『スカウト』という題名でビデオが発売されたほか、日本衛星放送（現：WOWOW）では、『スカウト/涙の81球』という題名で放送された。当初スティーブ役にキアヌ・リーヴスが候補として上がっていた。

## ストーリー
ニューヨークヤンキースの中年スカウトマン、アル・ペルコーロは、メキシコの田舎で投げれば180キロ、打てば場外ホームランの金の卵、スティーブ・ネブラスカを発見。5500万ドルで入団契約成立。だが、スティーブにはある問題があった。

## キャスト
- アル・ペルコーロ：アルバート・ブルックス（堀勝之祐）
- スティーブ・ネブラスカ：ブレンダン・フレイザー（森川智之）
- アーロン医師：ダイアン・ウィースト（翠準子）
- ロン・ウィルソン：レイン・スミス（塚田正昭）

## スタッフ
- 監督：マイケル・リッチー
- 制作：アルバート・S・レディ、アンドレ・E・モーガン
- 制作総指揮：ジャック・カミンズ
- 撮影：ラズロ・コバックス
- 音楽：ビル・コンティ
- 脚本：アルバート・ブルックス、アンドリュー・バーグマン、モニカ・ジョンソン

### 日本語版スタッフ
- 吹き替え翻訳：石原千麻